# 和田村 (兵庫県)
和田村（わだむら）は、兵庫県氷上郡にあった村。現在の丹波市山南町の西部、概ね加古川以西にあたる。

## 地理
- 山岳：石金山、岩屋山
- 河川：加古川、牧山川、小野尻川、西谷川、五ヶ野川、坂尻川

## 歴史
- 1889年（明治22年）4月1日 - 町村制の施行により、前川村（飛地を除く）・和田村（飛地を除く）・北和田村・小新屋村（飛地を除く）・梶村（飛地を除く）・草部村・応地村・小野尻村（飛地を除く）・小畑村（飛地を除く）・西谷村（飛地を除く）・坂尻村・山本村（飛地を除く）・五ヶ野村および福田村の一部・岩屋村・井原村・奥村・野坂村・南中村の各飛地の区域をもって発足。
- 1957年（昭和32年）3月31日 - 山南町と合併し、改めて山南町が発足。同日和田村廃止。

## 村長
- 植木致一

## 教育
- 小学校
  - 丹波市立和田小学校
- 中学校
  - 丹波市立和田中学校

## 名所・旧跡・観光スポット・祭事・催事
- 延命寺（えんめいじ）
- 親縁寺（しんえんじ）
- 妙閑寺
- 法性寺
- 常照寺（じょうしょうじ）
- 明光寺
- 也足寺
- 薬師堂
- 狭宮神社（さみやじんじゃ）
- 薬草薬樹公園
- 岩尾城跡
- 蛇ない（成人の日）